# رود شی
رود شی (انگلیسی: Xi River) یک رودخانه در کشورهای چین است.
این رود که شعبه‌ای از رود پرل است با ادغام رودهای شون و لی تشکیل شده و پس از پیوستن به رود پرل به دریای جنوبی چین میریزد.